# Harbour Island (Antarktika)
Harbour Island (von englisch harbour ‚Hafen‘) ist eine Insel in der Prydz Bay an der Ingrid-Christensen-Küste des ostantarktischen Prinzessin-Elisabeth-Lands. Sie ist eine der größeren der Bol’shie Skalistye Islands.
Das Antarctic Names Committee of Australia benannte sie 2021 nach einer hufeisenförmigen Bucht an ihrer Nordküste.